# Europski pravac E661
Europski pravac E661 (ukratko: E661) je europski pravac koji vodi od Balatonkeresztúra u Mađarskoj preko Virovitice, Okučana, Stare Gradiške i Banja Luke prema Zenici.
Ukupna dužina iznosi 449 kilometara.

## Tijek
- Mađarska

- -  Balatonkeresztúr () - Nagyatád - Barcs

- Hrvatska
  -  Terezino Polje - Virovitica - Grubišno Polje - Daruvar - Pakrac - Lipik - Okučani () - Stara Gradiška

- BiH
  -  Gradiška - Banja Luka
  -  Banja Luka - Jajce - Donji Vakuf
  -  Donji Vakuf - Travnik - Zenica ()